# José Augusto Amaral de Souza
José Augusto Amaral de Souza (Palmeira das Missões, Río Grande del Sur, 21 de agosto de 1929 - Porto Alegre, 13 de junio de 2012) fue un político brasileño, gobernador de Río Grande del Sur durante la dictadura militar.
Fue elegido concejal de su ciudad natal en 1960 por el Partido Social Democrático, siendo este el primer cargo público que ejerció. En 1962 fue elegido diputado estadual. Apoyó el Golpe Militar de 1964 en Brasil, ingresando en el ARENA oficialista con la instauración del bipartidismo. En 1966 fue elegido diputado federal por vez primera. En 1975 se convirtió en vicegobernador de Rio Grande do Sul, durante el primer gobierno de Sinval Guazzelli. Cuando concluyó el mandato de Guazzelli fue designado gobernador por el gobierno militar federal, siendo ratificado por la Asamblea Legislativa estatal. Su gobierno fue el último no elegido democráticamente en el estado.